# Josué Duverger
Josué Duverger est un footballeur international haïtien né le 27 avril 2000 à Montréal. Il joue au poste de gardien de but à l'União Desportiva de Santarém.

## Biographie

### En sélection
Avec les moins de 17 ans, il participe au championnat de la CONCACAF des moins de 17 ans en 2017. Lors de cette compétition organisée au Panama, il officie comme gardien remplaçant et ne joue aucun match. Avec un bilan d'un nul et deux défaites, Haïti est éliminé dès le premier tour.
Avec les moins de 20 ans, il participe à deux reprises au championnat de la CONCACAF des moins de 20 ans, en 2017 puis en 2018. Lors de l'édition 2017 organisé au Costa Rica, il ne joue qu'un seul match. Lors de l'édition 2020 qui se déroule aux États-Unis, il joue quatre matchs.
Il reçoit sa première sélection en équipe d'Haïti le 10 novembre 2017, lors d'une rencontre amicale remportée 1-0 contre les Émirats arabes unis.
Il participe ensuite à la Gold Cup 2019 organisée conjointement par les États-Unis, le Costa Rica et la Jamaïque. Lors de cette compétition, il officie comme gardien remplaçant et ne joue pas la moindre minute. Haïti s'incline en demi-finale face au Mexique, après prolongation.
En 2021, il participe de nouveau à la Gold Cup, mais il est toujours gardien remplaçant et ne joue aucun match.